# Didier Morata
Didier Morata, född 1954, fransk kemist och amatörastronom.
Minor Planet Center listar honom som D. Morata och som upptäckare av 1 asteroid.
Tillsammans med Stéphane Morata upptäckte han asteroiden 9117 Aude den 27 mars 1997.
Asteroiden 14643 Morata är uppkallad efter honom och Stéphane Morata.